# 169 Zelia
169 Zelia eller 1933 FC2 är en asteroid upptäckt 28 september 1876 av astronomen Prosper Henry i Paris. Asteroiden har fått sitt namn efter ett syskonbarn till astronomen Camille Flammarion.